# Caiyuan (köping i Kina, Hebei)
Caiyuan (kinesiska: 蔡园镇, 蔡园) är en köping i Kina. Den ligger i provinsen Hebei, i den norra delen av landet, omkring 180 kilometer öster om huvudstaden Peking. Antalet invånare är 25 885. Befolkningen består av 12 725 kvinnor och 13 160 män. Barn under 15 år utgör 19,0 %, vuxna 15-64 år 72 %, och äldre över 65 år 7,0 %.
Genomsnittlig årsnederbörd är 961 millimeter. Den regnigaste månaden är juli, med i genomsnitt 284 mm nederbörd, och den torraste är januari, med 2 mm nederbörd.